# اوئیدی-وافه
اوئیدی-وافه شهری در شهرستان ساپونه در استان بازگا در بورکینافاسوی مرکزی است و جمعیت آن ۸۰۴ نفر است.